# Oktaéder

Az oktaéder

A szabályos oktaéder az öt szabályos test egyike. 8 egyenlő oldalú háromszög lapja, 12 éle és 6 csúcsa van.
Egyenlő oldalú négyzet alapú bipiramis, és egyenlő oldalú antiprizma.
Nevezetes nem szabályos oktaéderek:
- Háromszöges antiprizmák: Két, egymással párhuzamos lap egyenlő oldalú, a többi egyenlő szárú háromszög.
- Négyzet alapú bipiramisok: Jelöljük meg a poliéder két szemközti csúcsát. Négyzet alapú bipiramis esetén ezek választhatók úgy, hogy a többi négy csúcs négyzetet határozzon meg.

A szabályos oktaéder ezek speciális esete.
A konkáv Schönhardt-poliéder kombinatorikusan ekvivalens az oktaéderekkel. Arról nevezetes, hogy nem darabolható új csúcsok bevezetése nélkül tetraéderekre.
Általánosabban más nyolc lapú testek is nevezhetők oktaédernek. Konvex nyolc lapú poliéderből kombinatorikus ekvivalencia erejéig 257 létezik. A csúcsok száma szerint 2-nek 6, 11-nek 7, 42-nek 8, 74-nek 9, 76-nak 10, 38-nak 11, és 14-nek 12 csúcsa van.
Ezek közül az ismertebbek:
- Hatszög alapú hasáb: az alaplapok konvex hatszögek, és négyzetlapok alkotják a palástot.
- Hétszög alapú gúla: az alaplap konvex hétszög, a többi lap háromszög.
- Csonkított tetraéder: négy lap a szabályos hatszögekké csonkított háromszöglap, és négy, a csonkítással kialakult háromszöglap.
- Négyszöges trapezoéder: konvex deltoid lapokkal

A cikk a továbbiakban a szabályos oktaéderrel foglalkozik.

## Matematikai összefüggések
Egy a élű oktaéder esetén:
| Az a élhosszú oktaéder méretei                           | Az a élhosszú oktaéder méretei                        | Az a élhosszú oktaéder méretei |
| -------------------------------------------------------- | ----------------------------------------------------- | ------------------------------ |
| Térfogat                                                 | {\displaystyle V={\frac {a^{3}}{3}}{\sqrt {2}}}       |                                |
| Felszín                                                  | {\displaystyle A_{O}=2a^{2}{\sqrt {3}}=V\,'(\rho )}   |                                |
| Köré írt gömb sugara                                     | {\displaystyle R={\frac {a}{2}}{\sqrt {2}}}           |                                |
| Éleit érintő gömb sugara                                 | {\displaystyle r={\frac {a}{2}}}                      |                                |
| Beírt gömb sugara                                        | {\displaystyle \rho ={\frac {a}{6}}{\sqrt {6}}}       |                                |
| Térfogatának és a körülírt gömbjének térfogatának aránya | {\displaystyle {\frac {V}{V_{UK}}}={\frac {1}{\pi }}} |                                |
| Lapszög ≈ 109° 28' 16"                                   | {\displaystyle \cos \,\alpha =-{\frac {1}{3}}}        |                                |
| Élszög = 90°                                             | {\displaystyle \cos \,\gamma =0}                      |                                |
| Csúcsok térszöge ≈ 0,4327 π                              | {\displaystyle \cos \,\Omega ={\frac {17}{81}}}       |                                |

Eszerint az oktaéder térfogata négyszer akkora, mint az azonos élhosszú tetraéderé, felszíne pedig kétszerese a 8, illetve 4 háromszöglap miatt.
Ha az oktaéder egyenlete:
{\displaystyle \left|{\frac {x}{x_{m}}}\right|+\left|{\frac {y}{y_{m}}}\right|+\left|{\frac {z}{z_{m}}}\right|=1}
akkor térfogata és felszíne:
{\displaystyle A=4\,x_{m}\,y_{m}\,z_{m}\times {\sqrt {{\frac {1}{x_{m}^{2}}}+{\frac {1}{y_{m}^{2}}}+{\frac {1}{z_{m}^{2}}}}}}
{\displaystyle V={\frac {4}{3}}\,x_{m}\,y_{m}\,z_{m}}
inerciatenzora:
{\displaystyle I={\begin{bmatrix}{\frac {1}{10}}m(y_{m}^{2}+z_{m}^{2})&0&0\\0&{\frac {1}{10}}m(x_{m}^{2}+z_{m}^{2})&0\\0&0&{\frac {1}{10}}m(x_{m}^{2}+y_{m}^{2})\end{bmatrix}}}
Szabályos oktaéderre ez egyszerűsíthető, ha elvégezzük az
{\displaystyle x_{m}=y_{m}=z_{m}=a\,{\frac {\sqrt {2}}{2}}}
helyettesítést.

## Szimmetriái
Az oktaédernek

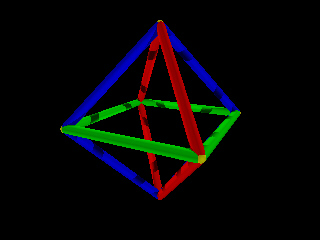
Három egymásra merőleges négyzet oktaédert feszít ki

- három négyfogású forgástengelye (a szemben fekvő csúcsain át)
- négy háromfogású szimmetriatengelye (a lapok középpontjain át)
- hat kétfogású szimmetriatengelye (az élek felezőpontjain át)
- kilenc szimmetriasíkja (három csúcsnégyesenként, hat élpáronként és kettő az élfelezőkön át)

van. Emellett középpontosan szimmetrikus. Szimmetriacsoportja (az oktaéder- vagy kockacsoport) összesen 48 elemű.

## Descartes-koordináták
Egy origó közepű {\displaystyle {\sqrt {2}}} élhosszú oktaéder forgatható úgy, hogy csúcsai a tengelyekre essenek. Ekkor a csúcsok koordinátái:
( ±1, 0, 0 );
( 0, ±1, 0 );
( 0, 0, ±1 ).
Az x–y–z koordináta-rendszerben az (a, b, c) közepű, r sugarú oktaéder azokat az (x, y, z) pontokat tartalmazza, amelyekre:
{\displaystyle \left|x-a\right|+\left|y-b\right|+\left|z-c\right|=r.}

## Mértani arányok

### Oktaéder kontra kocka
Duális teste a kocka.
Az oktaéder és a kocka segítségével további testek konstruálhatók, amelyeknek szimmetriacsoportja szintén az oktaédercsoport:
- csonkított oktaéder 8 hatszöggel és 6 négyzettel
- kuboktaéder 8 háromszöggel és 6 négyzettel
- csonkított kocka 8 háromszöggel és 6 nyolcszöggel
- A rombododekaéder alkalmas kocka és az oktaéder csúcsainak közös konvex burkaként kapható.

Az oktaéder az uniform oktaéderes poliéderek közé tartozik.
| Szimmetria: oktaéderes [4,3], (*432) | Szimmetria: oktaéderes [4,3], (*432) | Szimmetria: oktaéderes [4,3], (*432) | Szimmetria: oktaéderes [4,3], (*432) | Szimmetria: oktaéderes [4,3], (*432) | Szimmetria: oktaéderes [4,3], (*432) | Szimmetria: oktaéderes [4,3], (*432) | [4,3]+ (432) | [1+,4,3] = [3,3] (*332) | [1+,4,3] = [3,3] (*332) | [3+,4] (3*2)   |
| ------------------------------------ | ------------------------------------ | ------------------------------------ | ------------------------------------ | ------------------------------------ | ------------------------------------ | ------------------------------------ | ------------ | ----------------------- | ----------------------- | -------------- |
| {4,3}                                | t{4,3}                               | r{4,3} r{31,1}                       | t{3,4} t{31,1}                       | {3,4} {31,1}                         | rr{4,3} s2{3,4}                      | tr{4,3}                              | sr{4,3}      | h{4,3} {3,3}            | h2{4,3} t{3,3}          | s{4,3} s{31,1} |
|                                      |                                      |                                      |                                      |                                      |                                      |                                      |              |                         |                         |                |
| Az uniform poliéderek duálisai       |                                      |                                      |                                      |                                      |                                      |                                      |              |                         |                         |                |
| V43                                  | V3.82                                | V(3.4)2                              | V4.62                                | V34                                  | V3.43                                | V4.6.8                               | V34.4        | V33                     | V3.62                   | V35            |
|                                      |                                      |                                      |                                      |                                      |                                      |                                      |              |                         |                         |                |

### Kapcsolata más testekkel
- Az oktaédernek 11 testhálója van.

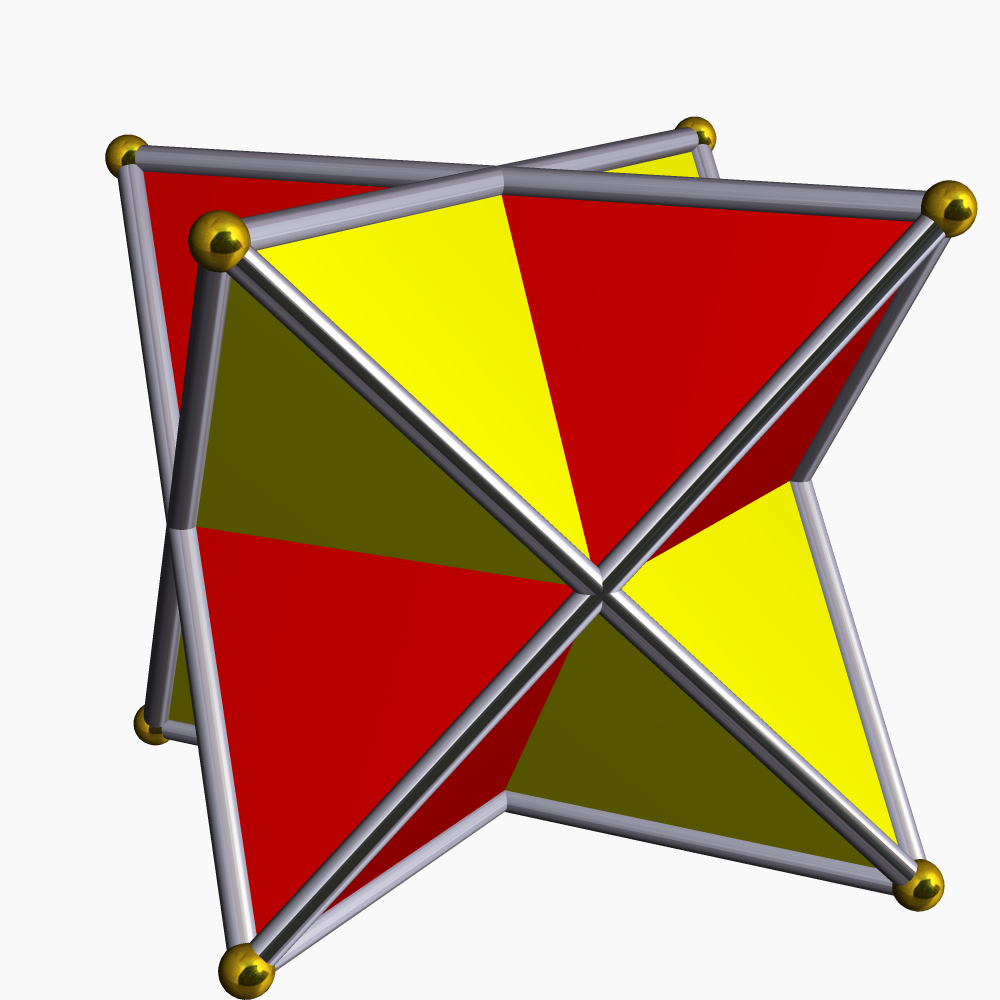
Az oktaéder, mint két tetraéder metszete

- Az oktaéder lapjaira tetraédereket helyezve csillagoktaédert kapunk, ami az oktaéder első és egyetlen csillaga. Ez megkapható két duális tetraéder uniójából is. Ezek metszete újra oktaéder.
- A szabályos oktaéder tetraéderré alakítható úgy, hogy minden második lapjára teszünk egy kisebb tetraédert. Ha minden lapra teszünk tetraédert, akkor csillagoktaéderhez jutunk.
- Az oktaéder megkapható úgy is, hogy egy szabályos tetraéder csúcsainál levágunk egy-egy fele akkora élhosszú tetraédert. Ekkor az oktaéder csúcsai a tetraéder élfelezői, így a kuboktaéderhez és az ikozidodekaéderhez hasonlóan kapcsolódik a tetraéderhez.
- Ha egy oktaéder éleit az arany arány szerint osztjuk fel, akkor egy ikozaéder csúcsait kapjuk. Ilyen módon öt oktaédert lehet felosztani úgy, hogy ugyanazt az ikozaédert definiálják, és ezek az oktaéderek egy szabályos összetett testet alkotnak.
- Az oktaéder és a tetraéder együttesével térrács alkotható. Ez a 28 konvex uniform kristályrács egyike. A tetraéder helyett kuboktaéder is használható.
- A szabályos testek közül egyedül az oktaéder csúcsaiban találkozik páros számú lap, ezért az egyetlen platóni test, aminek van tükörsíkja, ami nem hatol át egy lap belső pontján sem.
- A Johnson-poliéderek nevezéktana szerint az oktaéder négyzet alapú bipiramis. Két szemben fekvő csúcsának csonkításával négyzet alapú kettős csonkagúlát kapunk.

Az oktaéder a {3,n} Schläfli-szimbólummal jellemezhető poliéderek és parkettázások sorozatába is beletartozik:
| {3,2} | {3,3} | {3,4} | {3,5} | {3,6} | {3,7} | {3,8} | {3,9} | ... | (3,∞) |

A szabályos oktaéder rektifikált tetraéder, így tetratetraédernek is nevezhető, és a lapok felváltva való színezésével szemléltethető. Ezzel a színezéssel az oktaéder tetraéderes szimmetriájúvá válik.
| Szimmetria: tetraéderes [3,3], (*332) | Szimmetria: tetraéderes [3,3], (*332) | Szimmetria: tetraéderes [3,3], (*332) | Szimmetria: tetraéderes [3,3], (*332) | Szimmetria: tetraéderes [3,3], (*332) | Szimmetria: tetraéderes [3,3], (*332) | Szimmetria: tetraéderes [3,3], (*332) | [3,3]+, (332) |
| ------------------------------------- | ------------------------------------- | ------------------------------------- | ------------------------------------- | ------------------------------------- | ------------------------------------- | ------------------------------------- | ------------- |
|                                       |                                       |                                       |                                       |                                       |                                       |                                       |               |
| {3,3}                                 | t{3,3}                                | r{3,3}                                | t{3,3}                                | {3,3}                                 | rr{3,3}                               | tr{3,3}                               | sr{3,3}       |
| Duális testek                         |                                       |                                       |                                       |                                       |                                       |                                       |               |
|                                       |                                       |                                       |                                       |                                       |                                       |                                       |               |
| V3.3.3                                | V3.6.6                                | V3.3.3.3                              | V3.6.6                                | V3.3.3                                | V3.4.3.4                              | V4.6.6                                | V3.3.3.3.3    |

Mindezek az alakzatok megkaphatók egy tesszerakt hosszú átlója menti metszetként. Az első öt alakzat az r, 3/8, 1/2, 5/8, és s magasságban metszhető ki, ahol r eleme (0,1/4]-nek, és s eleme [3/4,1)-nek.
A tetratetraéder megjelenik a kvázireguláris poliéderek és parketták között:
| Szimmetria *n32 [n,3]                        | Gömbi         | Gömbi         | Gömbi         | Euklideszi     | Hiperbolikus csempe | Hiperbolikus csempe | Hiperbolikus csempe |
| Szimmetria *n32 [n,3]                        | *332 [3,3] Td | *432 [4,3] Oh | *532 [5,3] Ih | *632 [6,3] p6m | *732 [7,3]          | *832 [8,3]          | *∞32 [∞,3]          |
| -------------------------------------------- | ------------- | ------------- | ------------- | -------------- | ------------------- | ------------------- | ------------------- |
| Kvázireguláris alakzat Csúcsalakzat          | 3.3.3.3       | 3.4.3.4       | 3.5.3.5       | 3.6.3.6        | 3.7.3.7             | 3.8.3.8             | 3.∞.3.∞             |
| Duális (rombikus) alakzatok Lap konfiguráció | V3.3.3.3      | V3.4.3.4      | V3.5.3.5      | V3.6.3.6       | V3.7.3.7            | V3.8.3.8            | V3.∞.3.∞            |

Háromszöges antiprizmaként az oktaéder a hatszöges diéderszimmetriájú poliéderek családjába tartozik.
| Szimmetria: diéder [6,2], (*622) | Szimmetria: diéder [6,2], (*622) | Szimmetria: diéder [6,2], (*622) | Szimmetria: diéder [6,2], (*622) | Szimmetria: diéder [6,2], (*622) | Szimmetria: diéder [6,2], (*622) | Szimmetria: diéder [6,2], (*622) | [6,2]+, (622) | [1+,6,2], (322) | [6,2+], (2*3) |
| -------------------------------- | -------------------------------- | -------------------------------- | -------------------------------- | -------------------------------- | -------------------------------- | -------------------------------- | ------------- | --------------- | ------------- |
|                                  |                                  |                                  |                                  |                                  |                                  |                                  |               |                 |               |
| {6,2}                            | t{6,2}                           | r{6,2}                           | 2t{6,2}=t{2,6}                   | 2r{6,2}={2,6}                    | rr{6,2}                          | tr{6,2}                          | sr{6,2}       | h{6,2}          | s{2,6}        |
| Uniform duálisok                 |                                  |                                  |                                  |                                  |                                  |                                  |               |                 |               |
|                                  |                                  |                                  |                                  |                                  |                                  |                                  |               |                 |               |
| V62                              | V122                             | V62                              | V4.4.6                           | V26                              | V4.4.6                           | V4.4.12                          | V3.3.3.6      | V32             | V3.3.3.3      |

| 2                    | 3              | 4              | 5               | 6               | 7               | 8               | 9               | 10               | 11               | 12               | n               |
| s{2,4} sr{2,2}       | s{2,6} sr{2,3} | s{2,8} sr{2,4} | s{2,10} sr{2,5} | s{2,12} sr{2,6} | s{2,14} sr{2,7} | s{2,16} sr{2,8} | s{2,18} sr{2,9} | s{2,20} sr{2,10} | s{2,22} sr{2,11} | s{2,24} sr{2,12} | s{2,2n} sr{2,n} |
| -------------------- | -------------- | -------------- | --------------- | --------------- | --------------- | --------------- | --------------- | ---------------- | ---------------- | ---------------- | --------------- |
|                      |                |                |                 |                 |                 |                 |                 |                  |                  |                  |                 |
| Gömbi poliéderekként |                |                |                 |                 |                 |                 |                 |                  |                  |                  |                 |
|                      |                |                |                 |                 |                 |                 |                 |                  |                  |                  |                 |

| 2                  | 3 | 4 | 5 | 6 | 7 | 8 | 9 | 10 | 11 | 12 | ... | ∞ |
| ------------------ | - | - | - | - | - | - | - | -- | -- | -- | --- | - |
|                    |   |   |   |   |   |   |   |    |    |    |     |   |
| Gömbi poliéderként |   |   |   |   |   |   |   |    |    |    |     |   |
|                    |   |   |   |   |   |   |   |    |    |    |     |   |

A szabályos oktaéder csúcsainak elhelyezkedése ugyanaz, mint a konkáv tetrahemihexaéderé, lapjai közül négy és az összes éle is a tetrahemihexaédert határolja.
| Octahedron | Tetrahemihexahedron |

### Uniform színezések és szimmetriák
Az oktaéder háromféleképpen színezhető uniform módon, amiket az 1212, 1112, 1111 számok kódolnak. Ez azt jelenti, hogy az oktaéder egy csúcsát körüljárva hogyan változnak a színek. A különböző számok különböző, az azonosak azonos színt jelentenek.
Az oktaéder szimmetriacsoportja a 48 elemű oktaédercsoport, ami a három dimenziós hiperoktaéder-csoport. Ez részcsoportként tartalmazza a 12 elemű D3d-at, ami a háromszög alapú antiprizma csoportja, és a 16 rendű D4h-t, ami a négyzet alapú bipiramis szimmetriacsoportja; és a 24 rendű Td-t, ami a rektifikált tetraéder szimmetriacsoportja. Ezek a csoportok az oktaéder lapjainak különféle színezésével mutathatók be.
| Név                | Oktaéder          | Rektifikált tetraéder (Tetratetraéder) | Háromszög alapú antiprizma           | Négyzet alapú bipiramis | Rombikus fusil           |
| ------------------ | ----------------- | -------------------------------------- | ------------------------------------ | ----------------------- | ------------------------ |
| Kép (Lapszínezés)  | (1111)            | (1212)                                 | (1112)                               | (1111)                  |                          |
| Schläfli-szimbólum | {3,4}             | t1{3,3}                                | s{2,6} sr{2,3}                       | fs{2,4} { } + {4}       | fsr{2,2} { } + { } + { } |
| Wythoff-szimbólum  | 4 \| 3 2          | 2 \| 4 3                               | 2 \| 6 2 \| 2 3 2                    |                         |                          |
| Szimmetria         | Oh, [4,3], (*432) | Td, [3,3], (*332)                      | D3d, [2+,6], (2*3) D3, [2,3]+, (322) | D4h, [2,4], (*422)      | D2h, [2,2], (*222)       |
| Szimmetriarend     | 48                | 24                                     | 12 6                                 | 16                      | 8                        |

### Merőleges vetületei
Az oktaédernek négy speciális merőleges vetülete van, középpontos, élközepes, csúcsos, lapközepes és lapnormális. A második és a harmadik megfelel az B2 és az A2 Coxeter-síkoknak.
| Közepes:             | Él  | Lap normális | Csúcs | Lap |
| -------------------- | --- | ------------ | ----- | --- |
| Kép                  |     |              |       |     |
| Projektív szimmetria | [2] | [2]          | [4]   | [6] |

## Gráf
Az oktaédergráf csúcsai az oktaéder csúcsainak, élei az oktaéder éleinek felelnek meg. A poliéder szimmetriái tükröződnek a gráfban, így az távolságreguláris, távolságtranzitív és szimmetrikus, automorfiacsoportjának rendje 48. A gráf Hamilton is, azaz van benne Hamilton-kör, ami minden csúcsán áthalad.
Az oktaédergráf 4-összefüggő, azaz legalább négy csúcsát kell eltávolítani ahhoz, hogy szétessen. A négy szimpliciálisan jól fedett poliéder egyike, vagyis az összes független csúcshalmaza azonos méretű. A többi ilyen tulajdonságú test a pentagonális bipiramis, a snub biszfenoid, és egy általános poliéder 12 csúccsal és 20 háromszöglappal (nem ikozaéder!).

## Általánosításai
Az oktaéder általánosítható magasabb dimenziókra is; ezek a szabályos politópok keresztpolitóp néven ismertek. Az n dimenziós keresztpolitópnak 2n csúcsa van, és {\displaystyle 2^{n}} (n−1) dimenziós szimplex határolja. Például a 4 dimenziós keresztpolitópnak 8 csúcsa, 24 éle, 32 lapja és 16 térlapja van. Az egy dimenziós keresztpolitóp a szakasz, a két dimenziós a négyzet.
Az n dimenziós keresztpolitóp modellje az l1-normabeli egységgömb:
{\displaystyle \left\|x\right\|_{1}=\left\vert x_{1}\right\vert +\cdots +\left\vert x_{n}\right\vert } für {\displaystyle x=(x_{1},\dots ,x_{n})\in \mathbb {R} ^{n}}
az Rn vektortérben.
A zárt n dimenziós keresztpolitóp:
- az

{\displaystyle \left\{x\in \mathbb {R} ^{n}\mid \left\|x\right\|_{1}\leq 1\right\}=\left\{(x_{1},\dots ,x_{n})\mid \left\vert x_{1}\right\vert +\cdots +\left\vert x_{n}\right\vert \leq 1\right\}}
halmaz.
- a {\displaystyle \pm e_{i}} pontok konvex burka, ahol {\displaystyle e_{i}} az egységvektorok
- 2n féltér metszete, amelyeket az

{\displaystyle \pm x_{1}+\cdots +\pm x_{n}=1}
hipersíkok határoznak meg, és az origót tartalmazzák.
Az n dimenziós keresztpolitóp térfogata {\displaystyle {\frac {(2r)^{n}}{n!}}}, ahol r > 0 a keresztpolitóp l1 norma szerinti gömbi sugara. A képlet a Fubini-tétel segítségével teljes indukcióval bizonyítható.

## Előfordulása, alkalmazásai

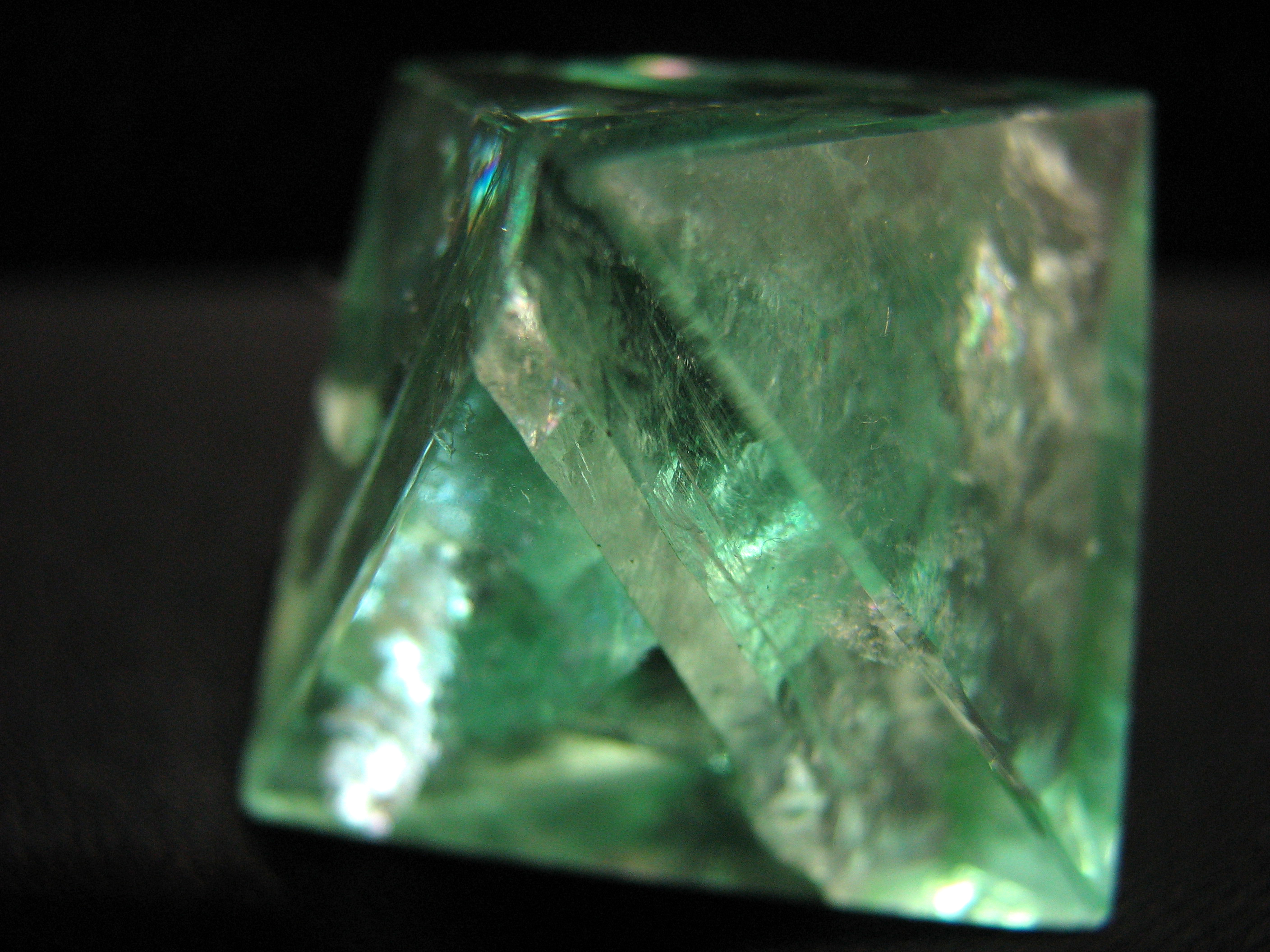
Fluorit oktaéder

- A VSEPR-modell szerint vannak oktaéder alakú molekulák, például a kén-hexafluorid (SF6) oktaéder alakú.
- A komplexek is lehetnek oktaéder alakúak, ha egy központi atomnak hat liganduma van.
- A lapközepes kristályrácsokban, például a konyhasóban az elemi cella oktaéder.
- A gyémánt, a timsó és a fluoritok kristályrácsa oktaéderes, váltakozó oktaéderek és tetraéderek alkotják. A szerkezetet Buckminster Fuller fedezte fel az 1950-es években. Ez a nyírásnak legjobban ellenálló térszerkezet.
- A meteoracélban a vas és a nikkel rétegek az oktaéder lapjai által meghatározott irányokkal párhuzamosan helyezkednek el.
- A szerepjátékokban használnak számozott oktaédert dobókockaként, és K8-nak nevezik.
- Ha egy oktaéder éleire 1 ohmos ellenállásokat tesznek, akkor a szemközti csúcsok közötti ellenállás 1/2 ohm, és a szomszédos csúcsok között 5/12 ohm.[4]
- Hat zenei hang elrendezhető egy oktaéder csúcsainál, hogy minden él kettőshangzatot, és minden lap hármashangzatot alkosson.

## Fordítás
- Ez a szócikk részben vagy egészben  az   Oktaeder című német Wikipédia-szócikk fordításán alapul.  Az eredeti cikk szerkesztőit annak laptörténete sorolja fel. Ez a jelzés csupán a megfogalmazás eredetét és a szerzői jogokat jelzi, nem szolgál a cikkben szereplő információk forrásmegjelöléseként.
- Ez a szócikk részben vagy egészben  az   Octahedron című angol Wikipédia-szócikk fordításán alapul.  Az eredeti cikk szerkesztőit annak laptörténete sorolja fel. Ez a jelzés csupán a megfogalmazás eredetét és a szerzői jogokat jelzi, nem szolgál a cikkben szereplő információk forrásmegjelöléseként.